# Melissa Gilbert
Melissa Ellen Gilbert (født 8. maj 1964) er amerikansk skuespiller, manuskriptforfatter og producer, hovedsagelig i film og fjernsyn. Den naturligt rødhårede Gilbert er bedst kendt for sin rolle, som den 10-årige (og ældre) Laura Ingalls i den populære tv-serie Det Lille Hus på Prærien.

## Biografi
Gilbert blev født den 8. maj 1964 i en jødisk familie. Hun blev adopteret af skuespilleren Paul Gilbert og hans kone, Barbara Crane. Hun fik rollen som Laura Ingalls frem for 500 andre skuespillere, fordi hun gjorde et dybt indtryk på Karen Grassle og Michael Landon. Rollen gjorde Melissa Gilbert verdenskendt. Hun gik på samme skole som Michael Landons rigtige datter, Leslie Landon, og hun kom til at arbejde tæt sammen med sin bror; Jonathan Gilbert, der skulle spille Laura Ingalls ærkefjendes lillebror, "Willie Oleson" i Det Lille Hus på Prærien. Da Melissa blev otte, blev hendes forældre skilt, og hun var 11, da hendes adoptivfar døde. I den tid, hvor Gilbert ikke var i gang med optagelserne til Det Lille Hus på Prærien , tilbragte hun ofte weekenderne hos Michael Landons familie, og da hun var 17, blev hun endda inviteret til skolebal af Michael Jr. Hun blev også genforenet med familien Landon, da hun skulle genoptage sin rolle som Laura Ingalls i tv-filmen Det Lille Hus på Prærien. Hun opretholdt  kontakten til Landon til hans død den 1. juli 1991.     

### Senere karriere
Gilbert fortsatte med at arbejde som skuespiller, men mest i fjernsynet. Hun medvirkede i Choices of the Heart (1983) som Jean Donovon, og som Anne Sheridan i tre episoder af Babylon 5 sammen med sin mand, Bruce Boxleitner i 1996.
Gilbert vandt stillingen som formand for Screen Actors Guild i 2001 efter en omstridt valgkamp med Valerie Harper ved at få 21.351 stemmer mod 12.613 stemmer efter anden stemme-runde. I 2003 blev hun genvalgt ved at vinde over Kent McCord med 50% af stemmerne mod hans 42 %. I  juli 2005 bekendtgjorde hun, at hun ikke ville stille op til formandsposten for 3. gang, og hun blev besejret af Alan Rosenberg, som overtog pladsen den 25. september. I 2006, optrådte Gilbert som Shari Noble, en patient, som ønskede at få rekonstrueret sine brystvorter efter at have begået zoofili med sin hund i 4. sæson af Nip/Tuck.
For sine bidrag til tv-branchen har Gilbert modtaget sin egen stjerne på Hollywood Walk of Fame på 6429 Hollywood Blvd.  I 1998, blev hun også optaget på Western Performers Hall of Fame hos National Cowboy & Western Heritage Museum i Oklahoma City, Oklahoma. 
Gilbert har stadig kontakt med sin veninde, Alison Arngrim, der spillede rollen som Laura Ingalls' ærkefjende og sommetider bedste ven, "Nellie Olson" i Det Lille Hus på Prærien.

## Ægteskaber
- Bo Brinkman (21. februar 1988-1992) (skilt), en søn, Dakota Paul, født 1. maj 1989.
- Bruce Boxleitner (1. januar 1995-2011), en søn, Michael Garrett, født 6. oktober 1995.

Melissa er også stedmor for Bruces to sønner fra hans tidligere forhold, Sam (f. 1980), og Lee (f. 1985).